# Schläferskopf

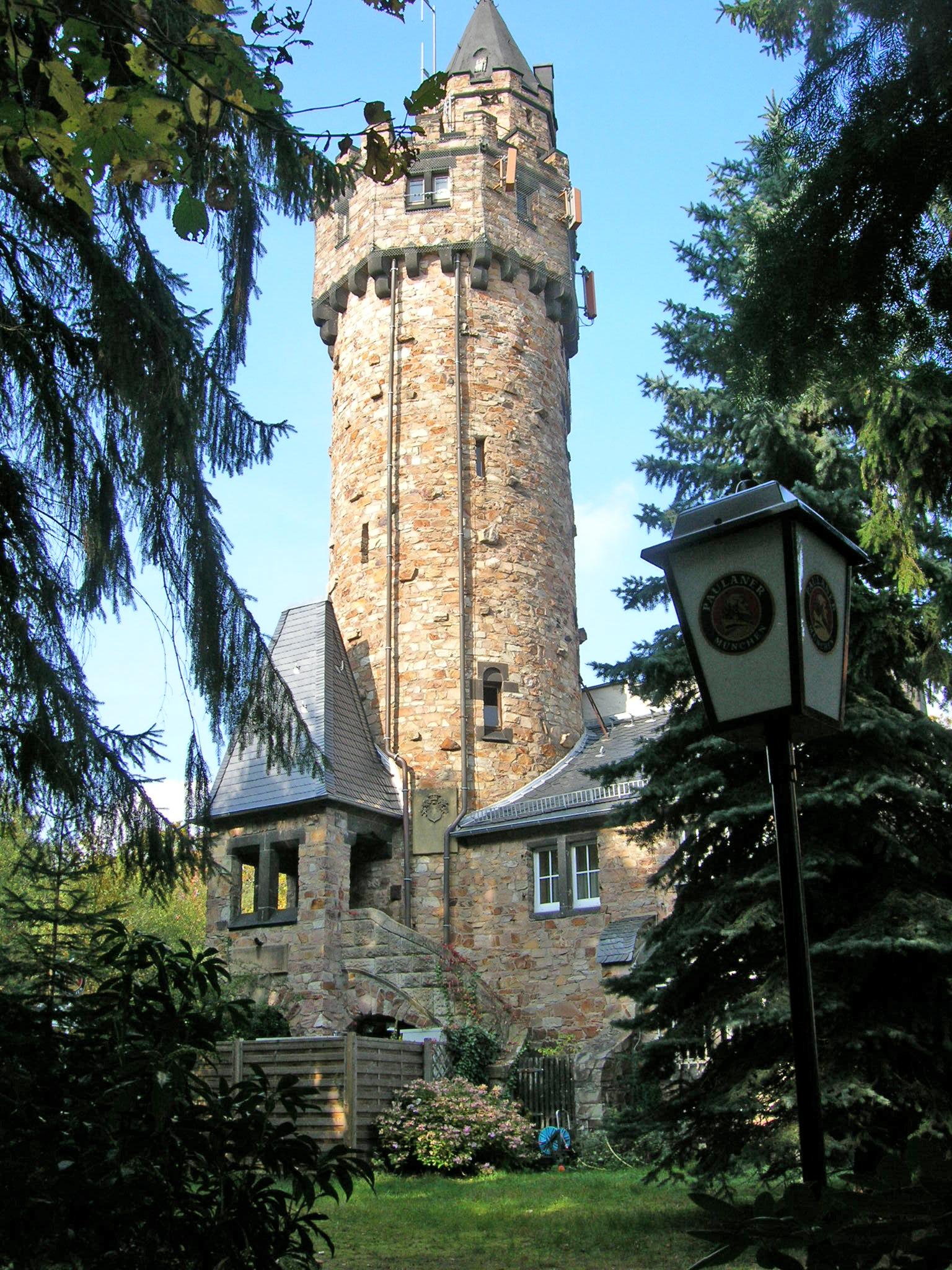
Kaiser-Wilhelm-Turm

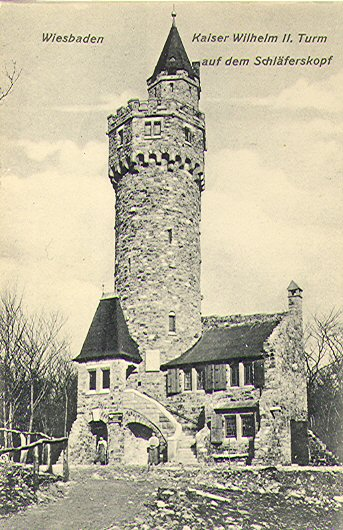
Postkarte des Kaiser-Wilhelm-II.-Turms

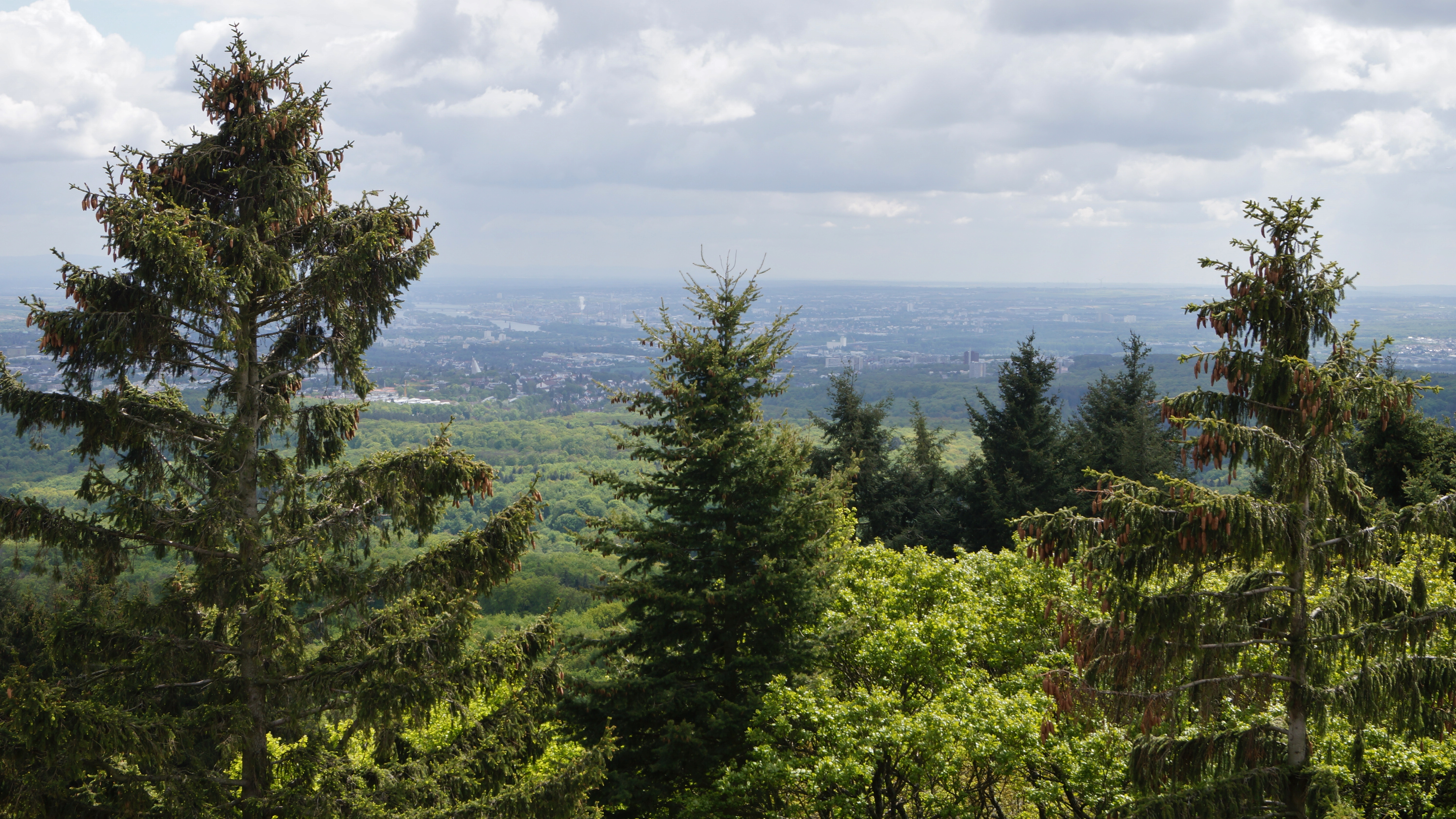
Blick vom Turm auf den Gipfelbereich Richtung SSO.

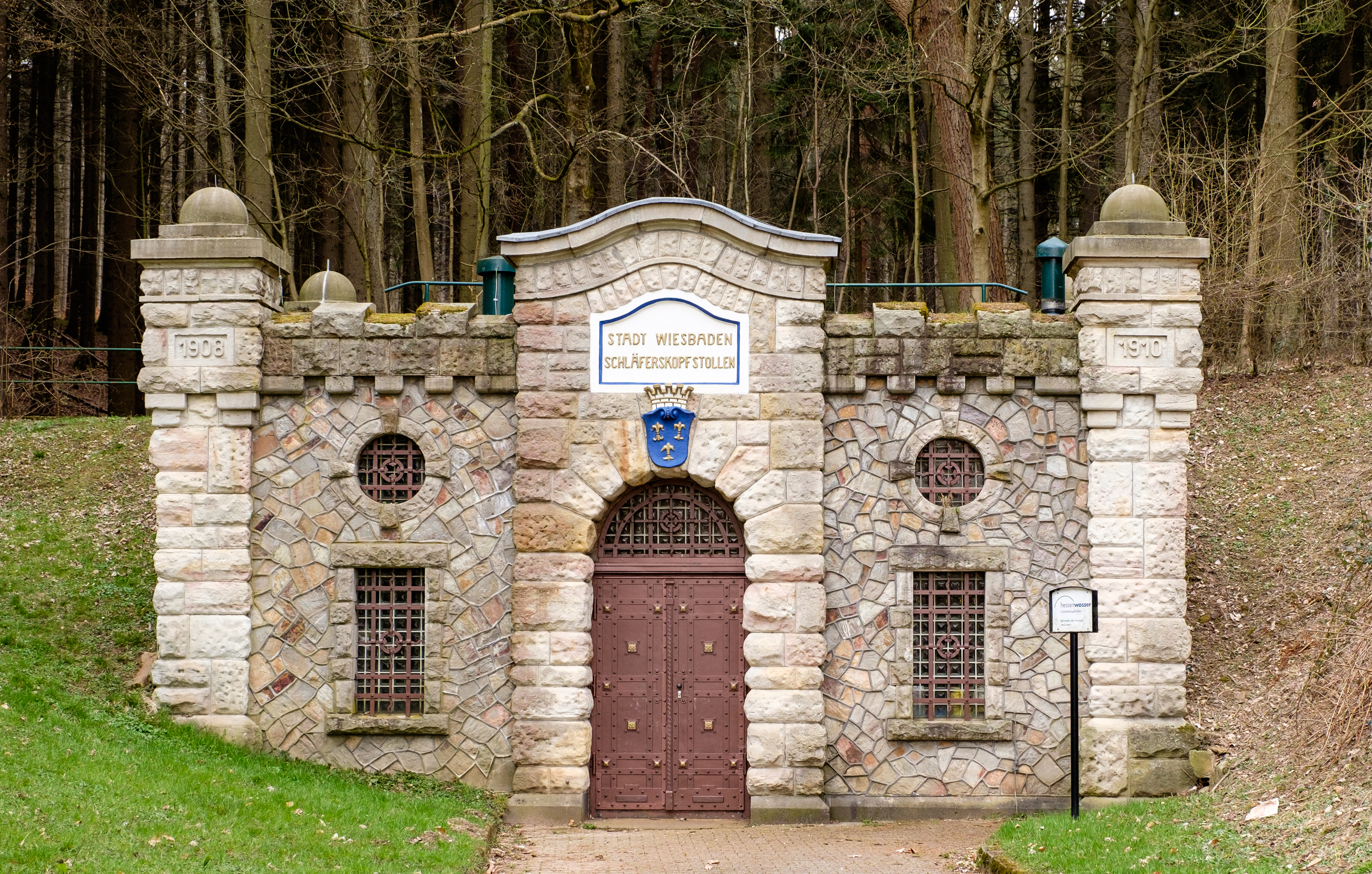
Portal des Schläferskopfstollens

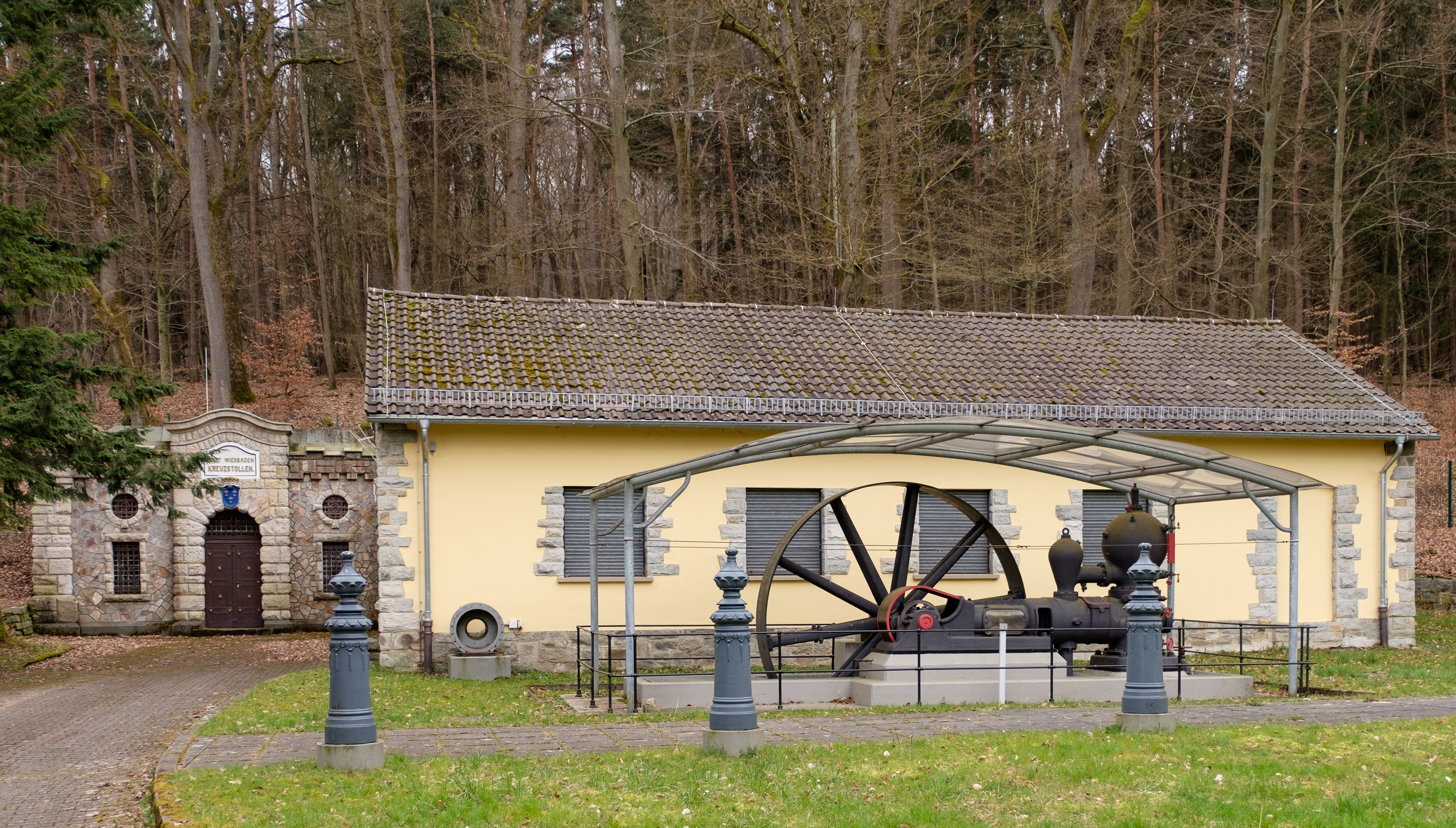
Portal und Maschinenhaus des Kreuzstollens am Schläferskopf

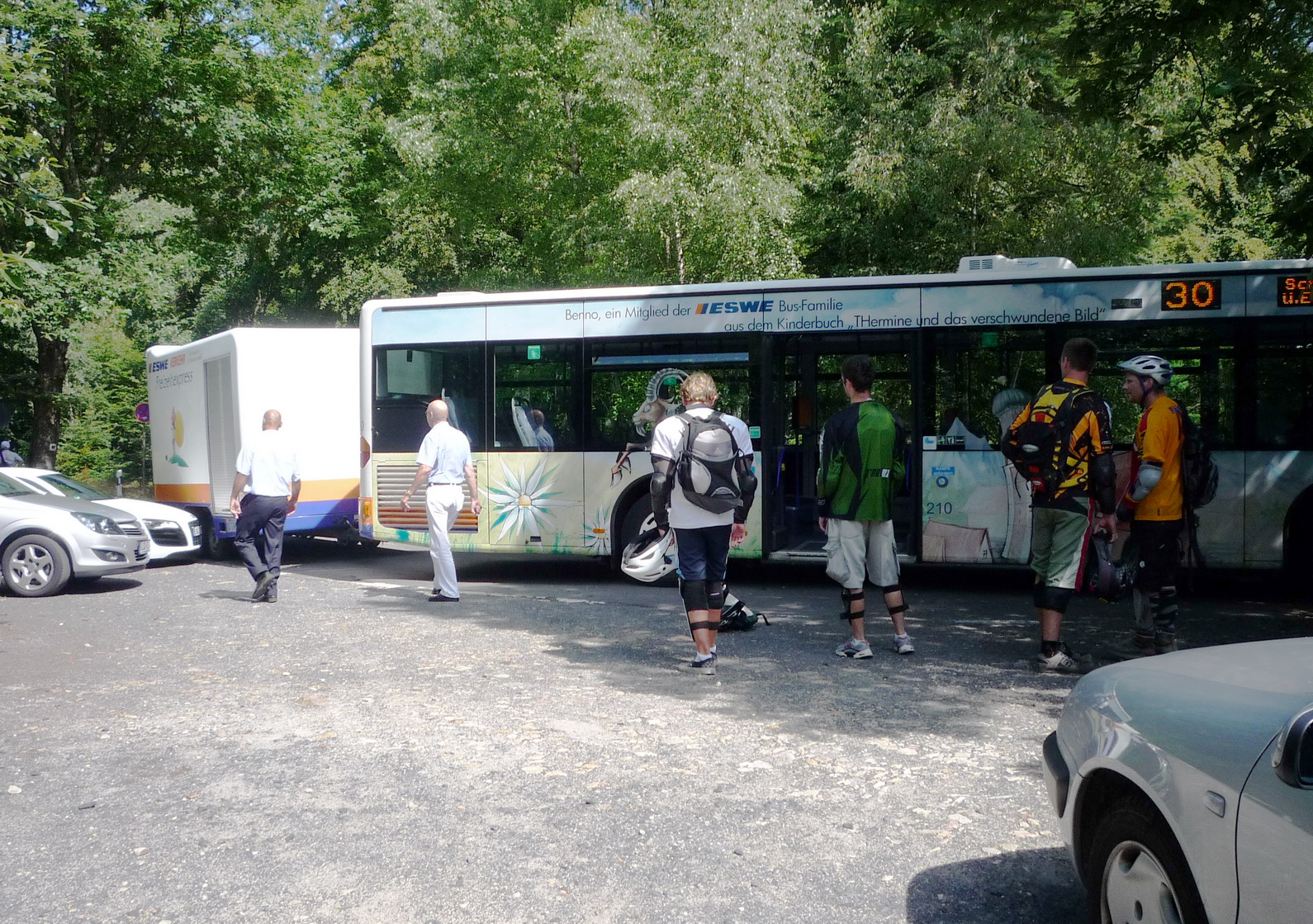
Ehemaliger Fahrradbus auf dem Berg

Der Schläferskopf ist ein 454,2 m ü. NHN hoher Berg im Taunus und liegt im Ortsbezirk Dotzheim der hessischen Landeshauptstadt Wiesbaden.
Der Bergname bezieht sich auf die dort lebenden Siebenschläfer. Auf dem Gipfel stehen ein Aussichtsturm und ein Waldrestaurant. Im Berginneren liegt der Schläferskopfstollen.

## Geographie

### Lage
Der Schläferskopf erhebt sich im Naturpark Rhein-Taunus. Sein Gipfel liegt im Stadtgebiet von Wiesbaden, 3,2 km nordnordwestlich des Stadtteils Klarenthal sowie 4 km südöstlich des Taunussteiner Stadtteils Bleidenstadt und 4,9 km ostnordöstlich des Kernorts von Schlangenbad, die beide im Wiesbaden benachbarten Rheingau-Taunus-Kreis liegen. Westlich des Berges entspringt der Gehrner Bach und östlich der Kältebach; sie sind die Quellbäche des zumeist verrohrt durch Wiesbaden zur Salzbach fließenden Wellritzbachs.
Nachbarberge sind die Hohe Wurzel (617,9 m) im Westen, der Biegel (547,4 m) im Nordnordwesten, der Altenstein (500,6 m) im Nordnordosten und der Bleidenstadter Kopf (387,2 m) im Nordosten.

### Naturräumliche Zuordnung
Der Schläferskopf gehört in der naturräumlichen Haupteinheitengruppe Taunus (Nr. 30) und in der Haupteinheit Hoher Taunus (301) zur Untereinheit Wiesbadener Hochtaunus (301.2). Nach Osten bis Süden fällt seine Landschaft in den Naturraum Georgenborn Nauroder Hangschuttfuß (301.20) ab.

## Schutzgebiete
Auf dem Schläferskopf liegen Teile des Landschaftsschutzgebiets Wiesbaden (CDDA-Nr. 555513808; 2010 ausgewiesen; 133,2864 km² groß) und solche des Fauna-Flora-Habitat-Gebiets Buchenwälder nördlich von Wiesbaden (FFH-Nr. 5815-306; 41,243 km²).

## Kaiser-Wilhelm-Turm
Auf dem Gipfel des Schläferskopf wurde bereits 1883 ein hölzerner, 10 Meter hoher Aussichtsturm aufgestellt, der 1900 wegen Baufälligkeit abgetragen wurde. Auf Betreiben des Wiesbadener Verschönerungsvereins wurde ab 1905 ein 31 m hoher Neubau, der im Juli 1906 fertiggestellte Kaiser-Wilhelm-Turm (früher auch Kaiser Wilhelm II.-Turm genannt), aus lokalen Bruchsteinen und Basaltlava mit „Schutz- und Erfrischungsraum“ errichtet. Zeittypisch ist er als Nachahmung eines mittelalterlicher Bergfrieds ausgeführt. Das auf der polygonalen Plattform stehende Warttürmchen verstärkt diesen Eindruck. Ungewöhnlich ist die im Turminneren befindliche doppelläufige Spindeltreppe, die einen getrennten Auf- und Abstieg ermöglicht.
Im 1907/08 ergänzten Restaurationsgebäude befindet sich ein Saal mit einem bemerkenswerten Jugendstilfenster. Es stammt von der Wiesbadener Glasmanufaktur Albert Zentner, die auch die Fenster in den Kirchen von Wiesbaden-Medenbach und Otzberg gestaltete. Das Kaiser-Wilhelm-Zimmer ist außerdem mit einem Ölbild ausgestattet, das den Kaiser bei einer Jagdszene zeigt.
Am 16. September 2014 beschloss der Magistrat der Stadt Wiesbaden, den Kaiser-Wilhelm-Turm 2015 umfangreich zu sanieren, wofür 700.000 Euro vorgesehen wurden. An den Kosten beteiligen sich auch die beiden Mobilfunkanbieter, die auf dem Turm Sendeanlagen betreiben, mit etwa 52.000 Euro. Die Turmsanierung wurde im Mai 2016 abgeschlossen. Es war vorgesehen, den Turm anschließend über die angegliederte Gaststätte zu deren Öffnungszeiten besteigen zu können. Diese wurde aber kurze Zeit später geschlossen und zwangsversteigert. Die Verfügungsgewalt liegt nun bei der Stadt Wiesbaden, die einen seriösen Betreiber für die Gaststätte sucht, der auch den Schließdienst für den Aussichtsturm übernimmt. Bis dahin kann der Turm in der Regel nicht bestiegen werden. Auf Initiative des Rhein-Taunus-Klubs Wiesbaden wurde der Turm im Jahr 2019 an drei Tagen für Besucher geöffnet.
Von der Aussichtsplattform des Turms geht der Blick nach Norden über den Taunus und in südlichen Richtungen in die Oberrheinische Tiefebene mit Wiesbaden zum Odenwald, bei klarer Sicht noch weiter.

## Schläferskopfstollen
In der Nähe des Tier- und Pflanzenparks Fasanerie, etwa 1000 m östlich des Gipfels, befindet sich das Portal des im Berg gelegenen Schläferskopfstollens (⊙). Der 2,8 km lange Stollen wurde vom Landesgeologen Carl Koch konzipiert und zwischen 1875 und 1910 bergmännisch in den Taunus geschlagen, um das im Taunus-Quarzit vorhandene Quellwasser zu fördern. Im Jahr 1900 wurden die Arbeiten bei einer Länge von 1846 m und einer Überdeckung von 140 m am Stollenende zwischenzeitlich unterbrochen. Er durchquert zunächst Gebirgsschutt und verwitterte Schichten, anschließend Stufen bunten Phyllits, Sandsteins mit Glimmer und Taunusquarzits. Heute liefert er jährlich bis zu 2 Millionen Kubikmeter Wasser, zwischen 1902 und 1903 waren es knapp 1 Million. Ein Laufbrunnen in der Nähe des Stollenmundlochs, der allerdings vom nahegelegenen Kreuzstollen versorgt wird, wird von Wiesbadener Bürgern zur Wasserversorgung genutzt.

## Verkehr, Wandern, Freizeit
Nördlich des Schläferskopfs verläuft die Bundesstraße 54 über den Gebirgspass Eiserne Hand. Von einem Parkplatz nahe deren Straßenbrücke über die östlich den Berg passierende Aartalbahn sind nach Süden wandernd auf der Kaiser-Wilhelm-Straße etwa 2 km zum Berggipfel zurückzulegen; auf diesem Fahrweg kann der Berg auch direkt angefahren werden. Etwas nördlich der Straßenbrücke liegt am Bahnhof Eiserne Hand der Aartalbahn die nächste Haltestelle des Nahverkehr in Wiesbaden. Es bestand ein Anschluss an den Nahverkehr mit der Buslinie 50 und später der Linie 30 von ESWE Verkehr. Die Verbindung wurde 2009 eingestellt, seither wird die immer noch existierende Bushaltestelle (Stand: 2025) nicht mehr angefahren.
Im Tal des Kältebachs liegt der Tier- und Pflanzenpark Fasanerie. Auf der nahen Südostflanke der benachbarten Hohen Wurzel befindet sich die ehemalige Sommerfrische am Chausseehaus.